# 21856 Heathermaria
21856 Heathermaria este un asteroid din centura principală de asteroizi.

## Descriere
21856 Heathermaria este un asteroid din centura principală de asteroizi. A fost descoperit pe 7 octombrie 1999 la Socorro, New Mexico, în cadrul proiectului LINEAR. Asteroidul prezintă o orbită caracterizată de o semiaxă mare de 2,21 ua, o excentricitate de 0,16 și o înclinație de 5,4° în raport cu ecliptica.